# Park Il-gyu
Park Il-gyu (kor. 박일규, jap. 朴一圭) (* 22. Dezember 1989 in Saitama, Japan) ist ein südkoreanisch-japanischer Fußballspieler.

## Karriere
Park erlernte das Fußballspielen in der Schulmannschaft der Korea University (Japan) in Kodaira. Von 2012 bis 2015 spielte er bei den unterklassigen Vereinen von Fujieda MYFC und dem FC Korea. 2016 unterschrieb er einen Vertrag beim FC Ryūkyū. Der Verein aus Okinawa spielte in der dritten Liga, der J3 League. 2018 wurde er mit dem Club Meister und stieg in die zweite Liga auf. Nach dem Aufstieg verließ er Okinawa. Anfang 2019 unterschrieb er einen Vertrag beim Erstligisten Yokohama F. Marinos in Yokohama. 2019 wurde er mit den Marinos japanischer Fußballmeister. Von Ende Oktober 2020 bis Ende Januar 2021 wurde er an den Ligakonkurrenten Sagan Tosu nach Tosu ausgeliehen. Hier absolvierte er zehn Erstligaspiele. Nach Ende der Ausleihe wurde er Ende Januar 2021 von Sagan fest verpflichtet. Am Ende der Saison 2024 belegte er mit Sagan Tosu den letzten Tabellenplatz und musste somit in die zweite Liga absteigen. Nach dem Abstieg verließ er den Verein und schloss sich im Januar 2025 seinem ehemaligen Verein, den Yokohama F. Marinos, an.

## Erfolge
FC Ryūkyū
- Japanischer Drittligameister: 2018  ▲

Yokohama F. Marinos
- Japanischer Meister: 2019

## Sonstiges
Park erhielt 2022 die japanische Staatsbürgerschaft.